# كلينت شابمان
كلينت شابمان (6 مارس 1989 في الولايات المتحدة - ) (بالإنجليزية: Clint Chapman)‏ هو لاعب كرة سلة أمريكي في مركز هجوم قوي الجسم. لعب مع Texas Longhorns ‏.

## وصلات خارجية
- كلينت شابمان على موقع الدوري الأوروبي لكرة السلة (الإنجليزية)
- كلينت شابمان على موقع سبورتس رفرنس (الإنجليزية)
- كلينت شابمان على موقع كرة السلة الأوروبية.كوم (الإنجليزية)
- كلينت شابمان على موقع كلية كرة السلة في سبورتس رفرنس.كوم (الإنجليزية)
- كلينت شابمان على موقع ريلجم (الإنجليزية)
- كلينت شابمان على موقع بروبوليرز (الإنجليزية)
- كلينت شابمان على موقع سبورتس رفرنس (الإنجليزية)